# Air Force Area
Air Force Area is een census town in het district Gorakhpur van de Indiase staat Uttar Pradesh. De plaats maakt deel uit van de agglomeratie rond de stad Gorakhpur en omvat onder meer het vliegveld van deze stad.

## Demografie
Volgens de Indiase volkstelling van 2001 wonen er 9593 mensen in Air Force Area, waarvan 55% mannelijk en 45% vrouwelijk is. De plaats heeft een alfabetiseringsgraad van 76%. 